# Castell del Montgrí
Das Castell del Montgrí (Katalanisch für ‚Burg des Montgrí‘, auf Spanisch Castillo del Montgrí) ist eine von 1294 bis 1301 erbaute und unvollendet gebliebene Höhenburg in der Provinz Girona in Spanien. Sie liegt oberhalb von Torroella de Montgrí und ist etwa 6 Kilometer von der Costa Brava in Katalonien entfernt.

## Lage
Die Burganlage steht auf der Bergkuppe des 301 m hohen Montgrí (‚grauer Berg‘) im Montgrí-Massiv. Von dort bietet sich ein weiter Blick über die Alt- und die Baix Empordà mit der Tiefebene des Ter sowie das Mittelmeer mit der Bucht von Roses. Die von weitem sichtbare Burg ist das Wahrzeichen der Region. Berg und Burg finden sich auf Wappen und in Logos wieder. Die frühere Befestigungsanlage befindet sich wenige hundert Meter nördlich von Torroella de Montgrí.

## Beschreibung
Das Castell del Montgrí ist gut erhalten. Es präsentiert sich in seinem ursprünglichen Bauzustand von 1301. Da die Burg seither nicht genutzt wurde, gab es – abgesehen von den Restaurierungen 1988/89 – keinerlei bauliche Veränderungen im Laufe der Jahrhunderte. Der Baustil der Gesamtanlage entspricht dem Typus der Kreuzfahrerburgen, die nach den Kreuzzügen in Europa weite Verbreitung fanden. Die einzelnen Bauelemente der Burg sind geprägt vom Übergang von der Romanik zur Gotik.
Die Burg verfügt weder über einen Burggraben noch einen Wall. Die nach allen Seiten geschlossene Anlage hat einen quadratischen Grundriss mit 31 Metern Seitenlänge. An den Ecken befinden sich vier Rundtürme. Die mit Zinnen bewehrten Mauern sind 13 Meter hoch und sind über einem Wehrgang begehbar. In den Mauern finden sich Schießscharten und Wehrerker. Die Fenster im gotischen Stil unterscheiden sich von den übrigen katalanischen Befestigungsanlagen. Von den Türmen überragt nur der nordwestliche die Burgmauer. Er besitzt drei Geschosse, während die übrigen drei Türme nur zwei Geschosse haben.
Der Zugang zur Burg erfolgt an der Südseite durch ein Tor mit einem Rundbogen. Der Innenhof ist mit Steinen gepflastert; darunter befindet sich in einem Tonnengewölbe eine Zisterne zum Auffangen von Regenwasser. Nahe der Burg gibt es eine weitere gemauerte Zisterne im Felsgrund. Im Innenhof der Burg waren ursprünglich vier Nebengebäude geplant, die jedoch nie ausgeführt wurden. Erkennbar ist dies an verbliebenen Konsolsteinen für Bögen und Gewölbe.

## Geschichte

### Baubeginn 1294

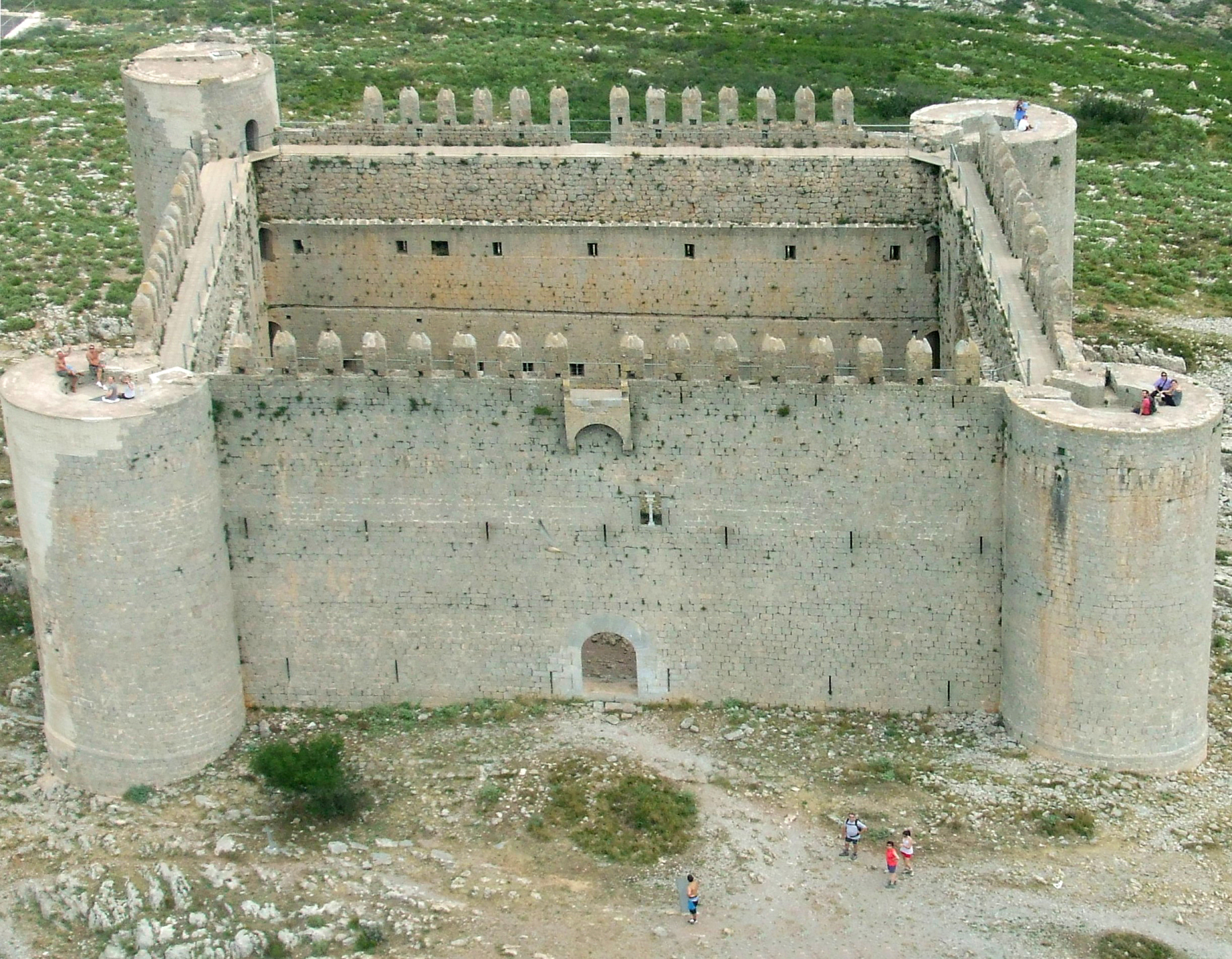
Luftbild der Anlage

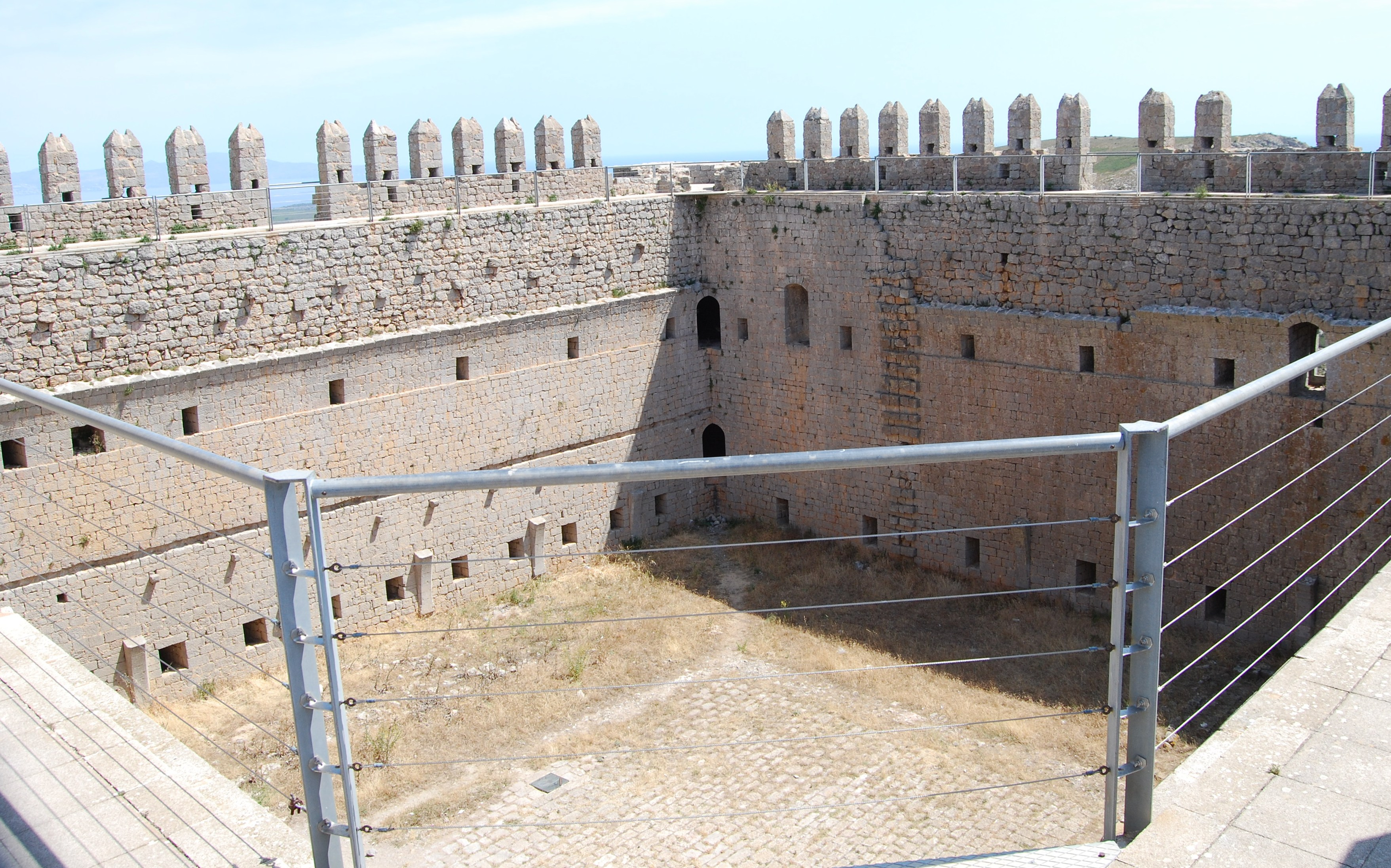
Innenhof mit der Pflasterung, darunter die Zisterne

Mit dem Bau der Burg schuf sich König Jakob II. von Aragon ein vorgeschobenes Festungswerk seines Königreiches an der Grenze zur verfeindeten Grafschaft Empúries. Am 28. Mai 1294 beauftragte der König Bernat de Llabià als seinen Vertreter in Torroella de Montgrí mit der Erstellung einer Befestigungsanlage auf der Bergkuppe des Montgrí-Berges. Als Baumaterial diente der vor Ort im Untergrund des Berges Montgrí gebrochene Kalkstein, der vor Baubeginn zuerst auf seine Qualität und Bearbeitbarkeit geprüft wurde. Von der Steingewinnung zeugen noch heute steinbruchartige Felsvertiefungen mit Behauungs- und Brechspuren unmittelbar neben der Burg. Die durch die Materialentnahme entstandene Vertiefung könnte möglicherweise als Burggraben gedacht gewesen sein.

### Bauende 1301
Die 1294 begonnenen Arbeiten an der Burg wurden nach siebenjähriger Bauzeit 1301 vor der Vollendung eingestellt. Die Beweggründe für das Einstellen des Burgbaus sind nicht mehr bekannt. Es könnte sich um ökonomische Gründe gehandelt haben. Der Burgbau könnte einen enormen Aufwand gefordert haben, da die Baustelle auf einer schwer zugänglichen Bergkuppe lag, die nur auf schmalen und steilen Eselspfaden erreichbar war. Einer anderen These zufolge waren es politische Gründe, die den Burgbau überflüssig machten. 1301 soll der Konflikt zwischen dem König von Aragon und der Grafschaft Empúries beendet gewesen sein. Urkundlich gesichert ist der Frieden erst um 1325, als der Graf Hug VI. von Empúries und der Sohn von König Jakob II. von Aragon, der Infant Peter von Aragón und Anjou, einen Gebietstausch vornahmen. Der Graf von Empuries tauschte sein katalanisches Gebiet gegen Land bei Valencia ein.

### Seit 1301
Nach 1301 kam die Burg zur Familie Dalmacio de Castellnou und später zur Familie von Pedro de Llibia, die sie weiter im Besitz behielt. Bis 1472 unterstand die Burg einem Verwalter, danach nutzten sie Hirten als Schutzort bei schlechtem Wetter. Im Laufe der Zeit verfiel die Anlage allmählich. Seit 1949 steht sie unter Denkmalschutz. Im Winter 1988/89 erfolgten Restaurierungsarbeiten. Dabei wurde in einen Turm ein Treppenaufgang eingebaut, der Touristen das Betreten des rundum führenden Wehrgangs erlaubt. Da die Bergkuppe für Fahrzeuge nicht zugänglich ist, musste das gesamte Baumaterial mit dem Hubschrauber eingeflogen werden. Die Einweihung fand am 7. Mai 1989 statt. Die Kosten von 26 Millionen Pesetas (€ 156.000) trugen die Gemeinde Torroella de Montgrí und die Provinz Girona.

## Galerie

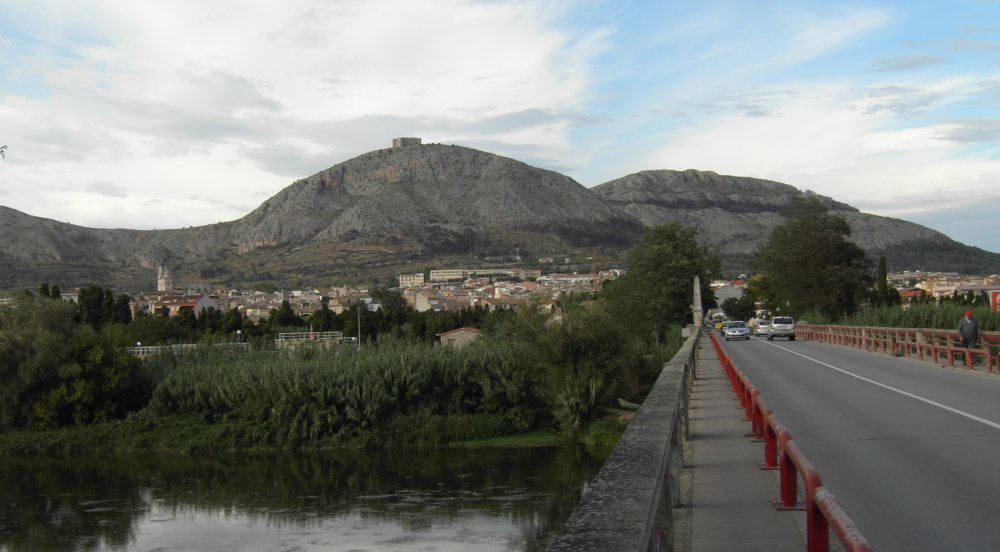
Lage der Burg im Montgrí-Massiv, vom Ter aus gesehen
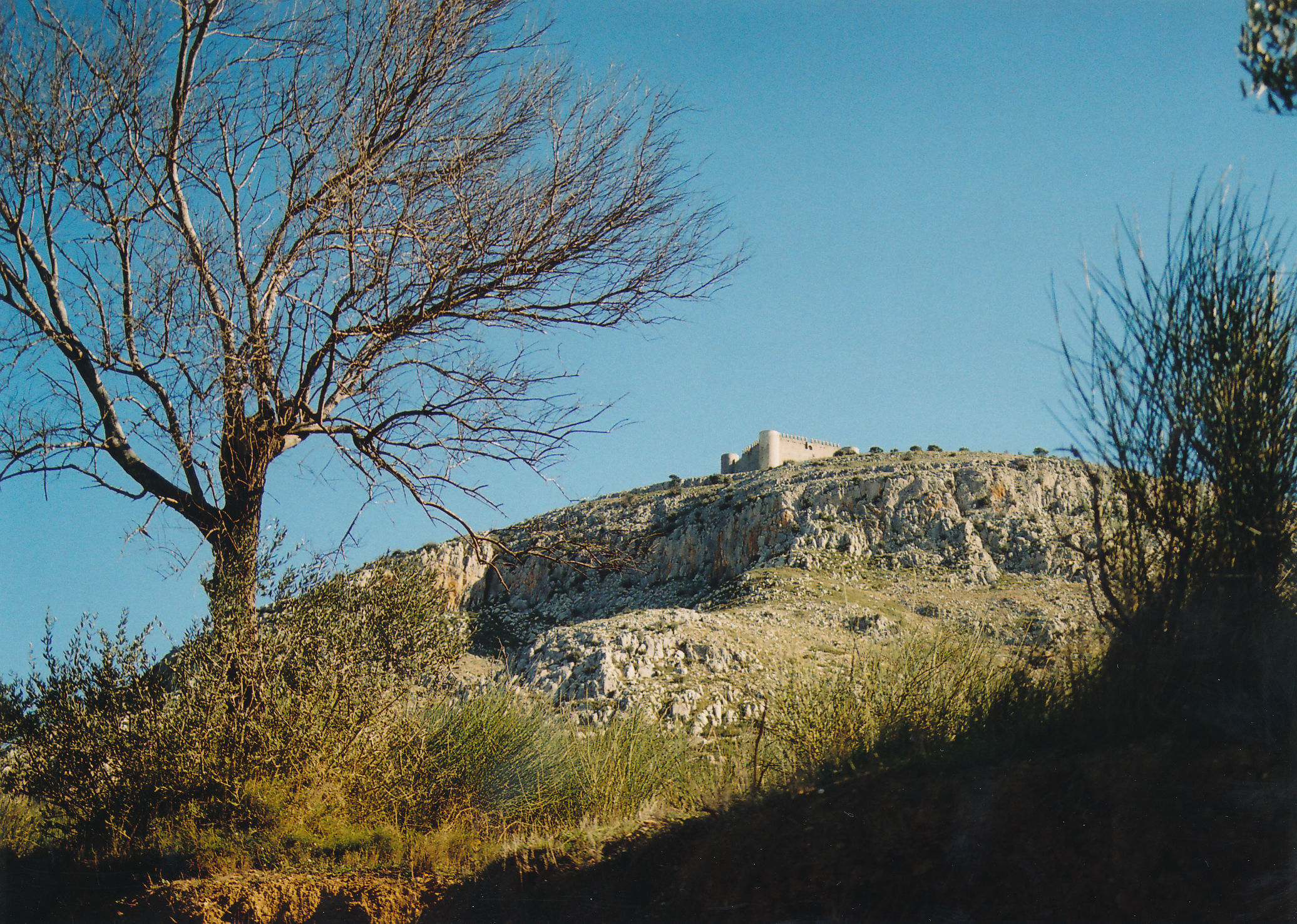
Aufstieg zum Castell del Montgrí
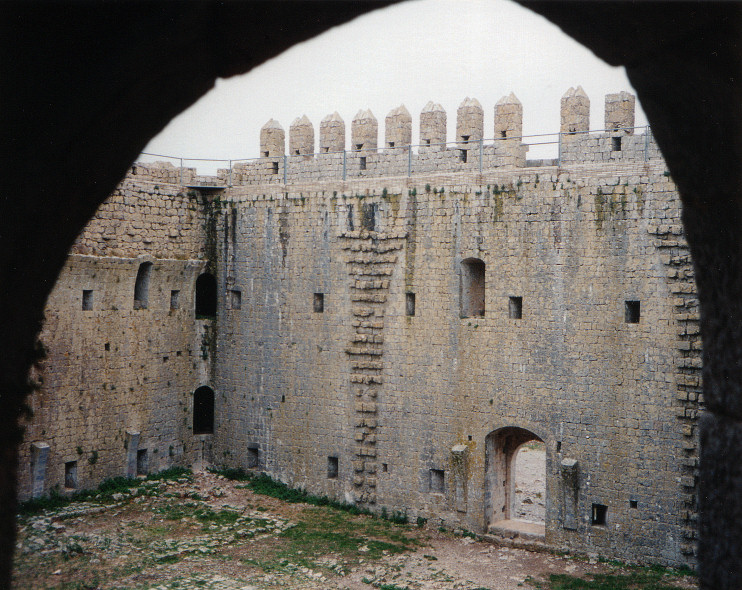
Blick in das Innere, deutlich erkennbar die Konsolsteine für den geplanten Innenausbau
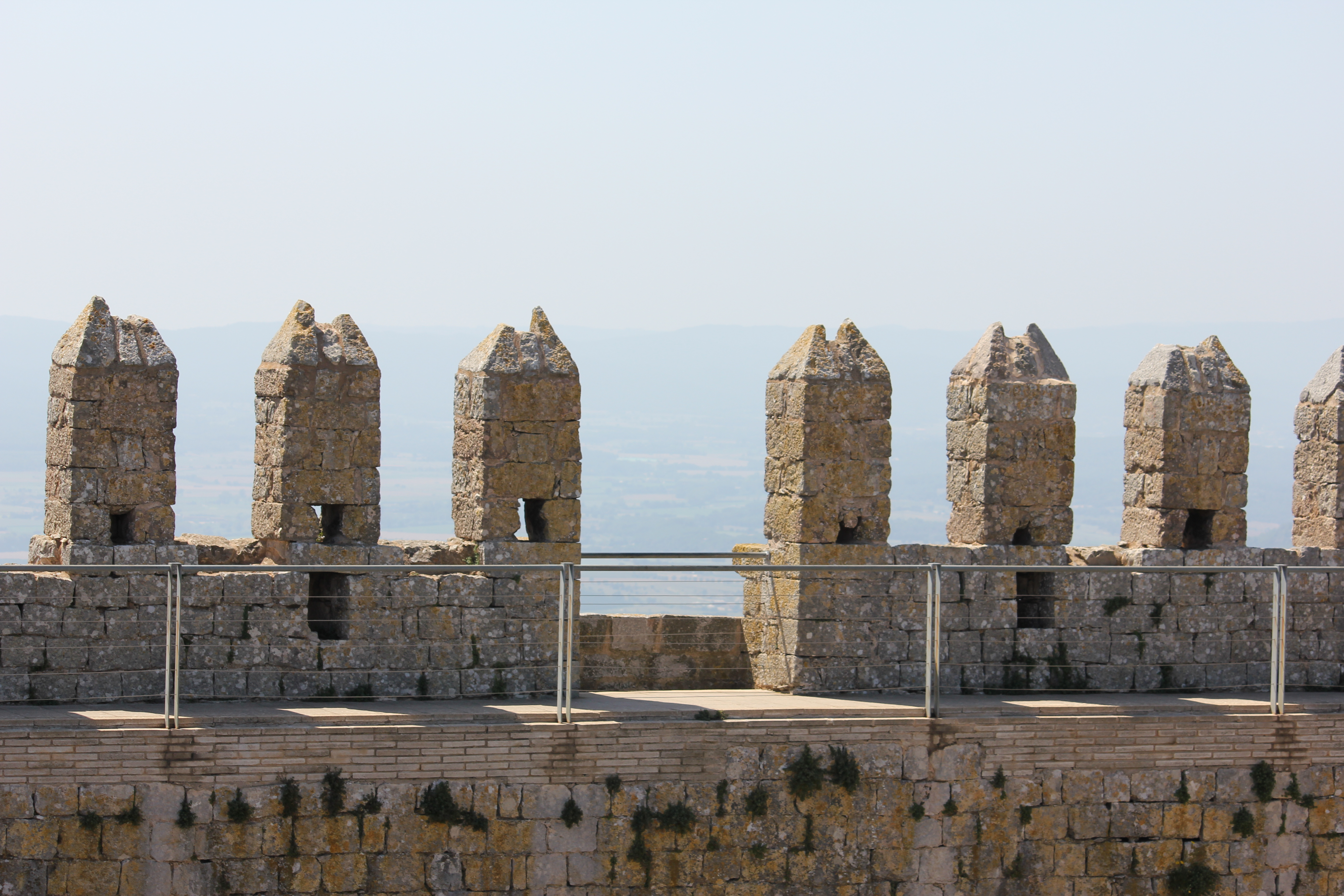
Zinnen des Wehrgangs
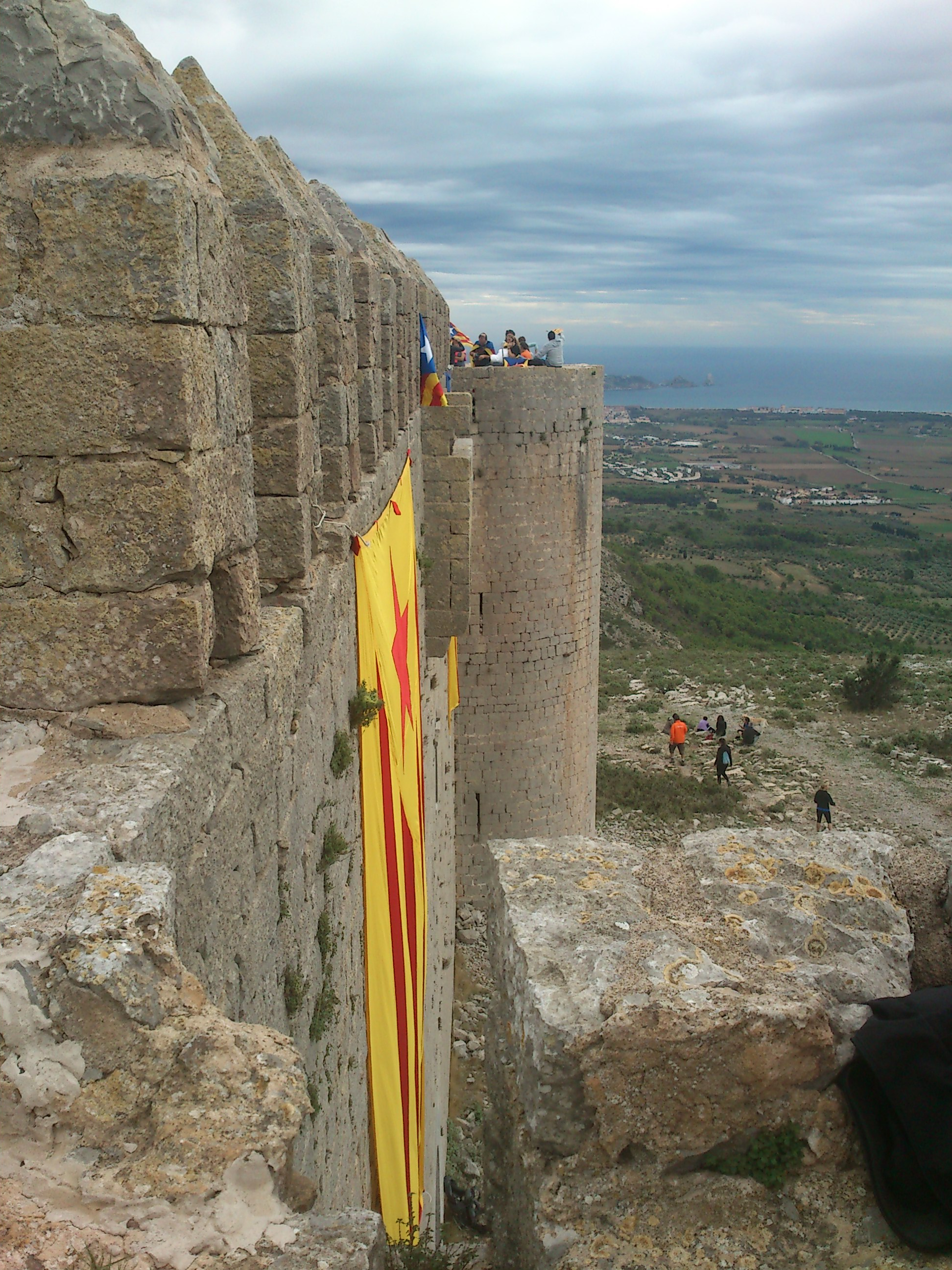
Blick von der Burg auf das Mittelmeer mit den Illes Medes